# Rebel Extravaganza
Rebel Extravaganza — четвертий студійний альбом блек-метал гурту Satyricon у котрому бенд відмовився від традиційних фолькових і класичних аранжуваннь на користь більш ритмічних гітарних рифів та елементів індастріалу.

## Список композицій
| #       | Назва                    | Тривалість |
| ------- | ------------------------ | ---------- |
| 1.      | «Tied in Bronze Chains»  | 10:56      |
| 2.      | «Filthgrinder»           | 6:39       |
| 3.      | «Rhapsody in Filth»      | 1:38       |
| 4.      | «Havoc Vulture»          | 6:45       |
| 5.      | «Prime Evil Renaissance» | 6:13       |
| 6.      | «Supersonic Journey»     | 7:49       |
| 7.      | «End of Journey»         | 2:18       |
| 8.      | «A Moment of Clarity»    | 6:40       |
| 9.      | «Down South, Up North»   | 1:13       |
| 10.     | «The Scorn Torrent»      | 10:23      |
| 1:00:34 |                          |            |

## Стилістика
Усі критики вирізняють кардинальні стилістичні зміни у творчості гурту. Характерними рисами є додані індастріальні електронні ефекти. Альбом значно розширив традиційні межі блек-металу, що дозволило колективу набути популярності й поза блек-метал фанзоною.
Зміни прихильно були прийняті частиною фанів:
Загалом рецензії неоднозначні та вказують на впровадження нових ідей і музичної побудови «Satyricon»

## Чарти
| Чарт (1999)            | Позиція |
| ---------------------- | ------- |
| Finnish Albums Chart   | 27      |
| Norwegian Albums Chart | 32      |

## Склад
- Сатир — вокал, гітара, бас-гітара, клавишніе
- Фрост — ударні

Сесійні музиканти
- Берн Боге — бас-гітара на «The Scorn Torrent»
- Bratland — клавішні на «Supersonic Journey»
- Лассе Хофрегер — клавішні на «Havoc Vulture»
- С. В. Крупп — гітара на «A Moment of Clarity», «Filthgrinder» і «The Scorn Torrent»
- Андерс Одден — гітара на «Tied In Bronze Chains», «Prime Evil Renaissance» і «Supersonic Journey»
- Гюльве Нагелль (Fenriz из Darkthrone) — перкуссія на «Prime Evil Renaissance» і «Havoc Vulture»